# 潘迪

潘迪（1950年代—？），朝鮮作家，也是目前唯一已知的生活在朝鮮境內的異議作家。出於安全考慮，真實姓名未有公開，其化名“潘迪”為朝鮮語“流螢”的縮略形式，意為黑暗中的一點螢光。
潘迪出生於1950年代，他在20多岁时利用闲暇时间创作小说并刊登在北韩杂志上，从而得以在文坛崭露头角，成为朝鲜文人團體朝鮮作家同盟中央委員會的會員。由于在1980年代末到1990年代的、被称为「苦難的行軍」的大饥荒中目睹許多親朋好友相繼死去，從金日成時代起，他便開始撰寫批判和諷刺朝鲜體制的作品，他的創作印證了朝鲜內部反體制力量的存在。脱北者人权团体代表都希仑从一位脱北的女性亲戚那里得知了潘迪和他的手稿，委托一位中国友人拜访潘迪，从朝鲜将其作品夹在藏在金日成、金正日选集中带出。潘迪的短篇小說集《告發》於2014年在韓國首爾出版。 2017年，该书中文版《控诉》在台湾由平安文化出版。
都希侖表示仍然不定時請人到朝鲜境內與潘迪聯絡，截至2016年人都還很平安。2018年1月都希侖表示和潘迪失去了聯絡，但目前沒有證據顯示潘迪有人身安全疑慮。